# Diddy Kong Racing DS
Diddy Kong Racing DS es un remake del juego Diddy Kong Racing lanzado en la Nintendo 64. Es el primer juego de Rare para Nintendo DS. Hacía uso de la conexión Wi-Fi de Nintendo. Salió al mercado en el 2007.
A diferencia del juego anterior, nunca fue lanzado en Japón.

## Historia
Todo comienza cuando Wizpig ataca de nuevo a la isla. Timber y sus amigos, indefensos, piden ayuda a Diddy para salvar a la isla, por lo que Diddy junto con Dixie, su novia, Tiny, la hermana de Dixie y Krunch (quien se unió a la travesía por curiosidad), unen fuerzas con Timber y sus amigos para competir en las carreras, vencer a los jefes, y finalmente, vencer a Wizpig.

## Personajes
- Diddy Kong: un chimpancé, sobrino de Donkey Kong, apareció por primera vez en Donkey Kong Country para Super Nintendo en 1994.
- Krunch: un kremling (cocodrilo) (enemigo en la saga Donkey Kong Country).
- Tiptup: una tortuga macho de los juegos de Banjo-Kazooie.
- Pipsy: una ratoncita amarilla.
- Timber: un tigre.
- Bumper: un tejón negro.
- Dixie Kong: la novia de Diddy Kong. Apareció en el juego Donkey Kong Country 2: Diddy's Kong Quest y protagonizó la secuela del juego con su primo, Kiddy, Donkey Kong Country 3: Dixie Kong's Double Trouble!  (Nuevo)
- Tiny Kong: la hermana  de Dixie Kong. Fue una de los protagonistas de Donkey Kong 64.ahora tiene un cambio de imagen siendo más alta y madura. (Nuevo)
- Taj: el elefante genio de la isla (Nuevo) (Secreto)
- Wizpig: el cerdo gigante mágico villano de la serie (Nuevo) (Secreto)
- Drumstick: un gallo. (Secreto)
- T.T: un reloj. (Secreto)

Nota: Banjo y Conker, de la versión original del juego, ya no son jugables debido a que los derechos de estos personajes pasaron a ser de Microsoft tras la compra de Rare.

## Tableros
| Tablero            | Circuitos                                                              | Vehículo                                                  | Jefe                                |
| ------------------ | ---------------------------------------------------------------------- | --------------------------------------------------------- | ----------------------------------- |
| Dino Domain        | - Ancient Lake - Fossil Canyon - Jungle Falls - Hot Top Volcano        | - Automóvil - Automóvil - Automóvil - Avión               | Trycky The Triceraptors(Dinosaurio) |
| Snowflake Mountain | - Everfrost Peak - Walrus Cove - Snowball Valley - Frosty Village      | - Avión - Automóvil - Automóvil - Automóvil               | Bluey Walrus (Morsa)                |
| Sherbet Island     | - Whale Bay - Crescent Island - Pirate Lagoon - Treasure Caves         | - Hoovercraft - Automóvil - Hoovercraft - Automóvil       | Blubber The Octopus (pulpo)         |
| Dragon Forest      | - Windmill Plains - Greenwood Village - Boulder Canyon - Haunted Woods | - Avión - Automóvil - Automóvil - Hoovercraft - Automóvil | Smokey the Dragon (dragón volador)  |
| Future Fun Land    | - Spacedust Alley - Darkmoon Caverns - Spaceport Alpha - Star City     | - Avión - Automóvil - Avión - Automóvil                   | Wizpig (Cerdo Gigante)              |

## Mejoras del Juego

### Carreras de Taj
Este modo permite al jugador practicar y consta de estos desafíos: conducir en bólido, bote, avión, recolectar monedas, etc. En cada reto, el objetivo principal es vencer a Taj en una carrera.

### Puzles
Con el lápiz táctil se podrán resolver distintos puzles en el modo de aventura que dan monedas, globos, etc.

### Lámpara de los deseos
En el modo de aventura con las monedas se pueden dar mejoras a los vehículos, como aumentar velocidad, aceleración o giro. Se pueden comprar pistas, retos, etc.

### Monedas
Se pueden usar para canjearlas por deseos.

### Reto de alfombra mágica
En el modo de aventura, tras derrotar al jefe de cualquier mundo, en cada pista habrá un desafío que consiste en reventar todos los globos y colectar todas las monedas.

### Aventura 2
Es igual al modo de aventura, pero con un mayor grado de dificultad.